# キャサリン・ダナム

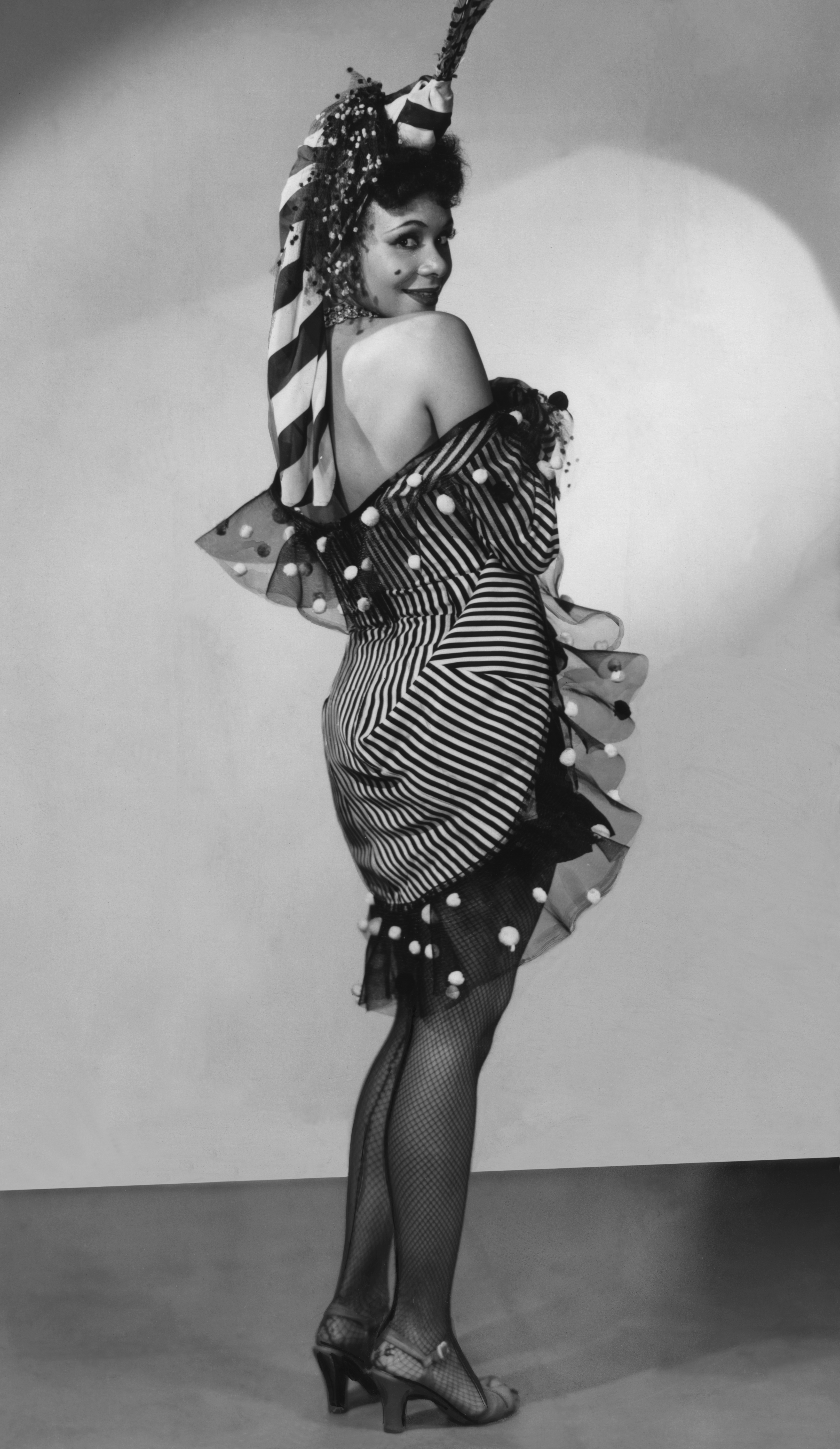
トロピカル・レヴューでのキャサリン・ダナム、マーティンベック劇場にて

キャサリン・メアリー・ダナム（別名ケイ・ダン、1909年6月22日 - 2006年5月21日）は、アフリカ系アメリカ人のダンサー、振付家、著述家、教育者、人類学者、社会活動家。ダナムは、20世紀のアフリカ系アメリカ人およびヨーロッパ人の舞台芸術界で最も成功した舞踊家の一人であり、長年にわたって自身の舞踊団を率いた。 彼女は「黒人舞踊の家母長にして皇太后」と呼ばれる。
シカゴ大学に在学中、ダナムはダンサーとして活動し、ダンス学校も経営した。奨学金を受けてカリブ海に行き、ダンスと民族誌を学んだ。卒業するため帰国し、人類学の修士論文を提出するが、学位に関わる他の要件を満たさなかった。ダナムは自分の仕事はダンスだと悟った。
1940～50年代、そのキャリアの頂点において、ダナムはヨーロッパおよび南米でよく知られ、アメリカでは広範な人気を得た。ワシントン・ポスト紙は彼女を「ダンサー、キャサリン・ザ・グレート」と呼んだ。ほぼ30年にわたってキャサリン・ダナム舞踊団を率いたが、これは自立した黒人舞踊団としては当時アメリカで唯一の例であった。その長い活動期間の中で、ダナムは90を超えるダンス作品を振り付けている。ダナムはアフリカ系アメリカ人のモダンダンスにおける革新的存在であり、舞踊人類学ないし民族舞踊学の主導者でもあった。また自身のダンス作品を支える身体運動メソッドとしてダナム・テクニックを開発した。

## 初期
キャサリン・メアリー・ダナムは1909年6月22日にシカゴの病院で生まれ、 シカゴの西約25マイルにあるイリノイ州のグレン・エリンの両親の家で育った。父親のアルバート・ミラード・ダナムは、西アフリカおよびマダガスカル出身の奴隷たちの子孫。母親のファニー・ジューン・ダナム（旧姓テイラー）はフランス系カナダ人の血を引き、ダナムが３歳のときに亡くなっている。ダナムには兄のアルバート・ジュニアがおり、仲が良かった。数年後に父親が再婚すると、家族はイリノイ州ジョリエットの白人が大部分を占める界隈に引っ越し、父親はクリーニング業を営んだ。
ダナムは幼い頃から書き物とダンスの両方に興味を持った。1921年、12歳の時に書いた短編小説『アリゾナに帰って来い』が『ブラウニーの本』第2号に掲載された。
1928年に卒業したジョリエット中央高校では野球、テニス、バスケットボール、陸上競技に打ち込み、フレンチ・クラブの副会長や、年鑑の編集委員を務めた。また高校でテルプシコリアン・クラブに入り、ヨーロッパ人エミール・ジャック＝ダルクローズやルドルフ・フォン・ラバンといったヨーロッパ人たちの考え方に基づくモダンダンスの一種を習い始めた。15歳の時、ジョリエットのブラウンズ・メソジスト教会への協賛金を集めるためのキャバレー（舞台付きレストラン）「The Blue Moon Café」を立ち上げ、そこで初めて公の舞台に立った。まだ高校生でありながら、黒人の子供たちのために私設のダンス学校も開いている。

## 人類学者として
ジョリエット・ジュニア・カレッジでの勉強を終えると、ダナムはシカゴに移り、弟のアルバートが哲学を学んでいたシカゴ大学に通い始めた。人類学の教授であるロバート・レッドフィールドの講義で、現代アメリカの黒人文化の多くがアフリカに由来することを学んだダナムは、人類学を専攻してアフリカのディアスポラのダンスを研究することにした。レッドフィールドの他に、ダナムはA.R.ラドクリフ＝ブラウン、エドワード・サピア、ブロニスワフ・マリノフスキといった人類学者に教えを受けている。彼らの指導のもと、ダナムは舞踊の民族誌的な研究において前途有望とみられた。
1935年、ダナムはジュリウス・ローゼンワルド財団とグッゲンハイム財団から渡航費の助成を受け、特にハイチのヴォドゥン（ヴードゥー）に見られるカリブの舞踊形式に関する民族誌的研究を行った。同じく人類学を学ぶ学生であったゾラ・ニール・ハーストンもカリブ海でフィールドワークを行っている。ダナムはさらにノースウェスタン大学のメルヴィル・ハースコヴィッツ教授との共同研究の助成金も受けた。アフリカ系アメリカ人におけるアフリカ文化の継承に関するハースコヴィッツの考えは、カリブにおけるダナムの研究の基盤となった。
ダナムのカリブでのフィールドワークはジャマイカで始まり、コックピット・カントリーの山奥にある、人里離れたマルーン（逃亡奴隷）村落であるアコンポンで数ヶ月生活した（後にダナムは著書『アコンポンへの旅』で現地での経験を記している ）。その後、マルティニーク島とトリニダード・トバゴに短期滞在し、主に、西インドの宗教文化において依然として重要な存在とされるアフリカの神、 シャンゴを調査した。1936年初めにダナムはハイチに到着し、数ヶ月間を過ごした。これ以後、ダナムは生涯に渡って繰り返しハイチで長い時間を費やすことになる。
ハイチにいる間、ダナムはヴォドゥンの儀礼を調査し、とりわけ人々の踊りの動きに関して詳細な調査資料を作成した。何年も後、広範な調査とイニシエーションを経たダナムはヴォドゥン教のマンボ（司祭）となった。また多くの友人を持ったが、中でも高位の政治家であったデュマルセ・エスティメは1949年にハイチ大統領となった。のちにエスティメがその進歩的な政策ゆえ迫害され、 クーデター後にジャマイカへ追放された時、ダナムは生命の危険を賭して彼を助けている。
1936年晩春にダナムはシカゴに戻り、8月、主専攻を社会人類学として哲学の学士号を得た。ダナムはこの大学に通って学位を取得した最初期のアフリカ系アメリカ人女性の一人である。1938年、カリブでの調査で収集した資料に基づき、ダナムは論文「ハイチの踊り：その物質的側面、組織、形態、機能の研究（The Dances of Haiti: A Study of Their Material Aspect, Organization, Form, and Function）」をシカゴ大学人類学部に提出する。これは修士号認定要件の一部であったが、課程を修了しなかった（あるいは学位認定に必要な試験を受けなかった）。人類学の研究と同じくらい、ダンスに力を入れていたダナムは、どちらかを選ばねばならないと悟る。ダナムはロックフェラー財団から学術研究を続けるための助成金を提示されたが、ダンスの方を選び、大学院での研究を断念してブロードウェイとハリウッドに向かった。

## ダンサー・振付家として

### 1928年から1938年まで

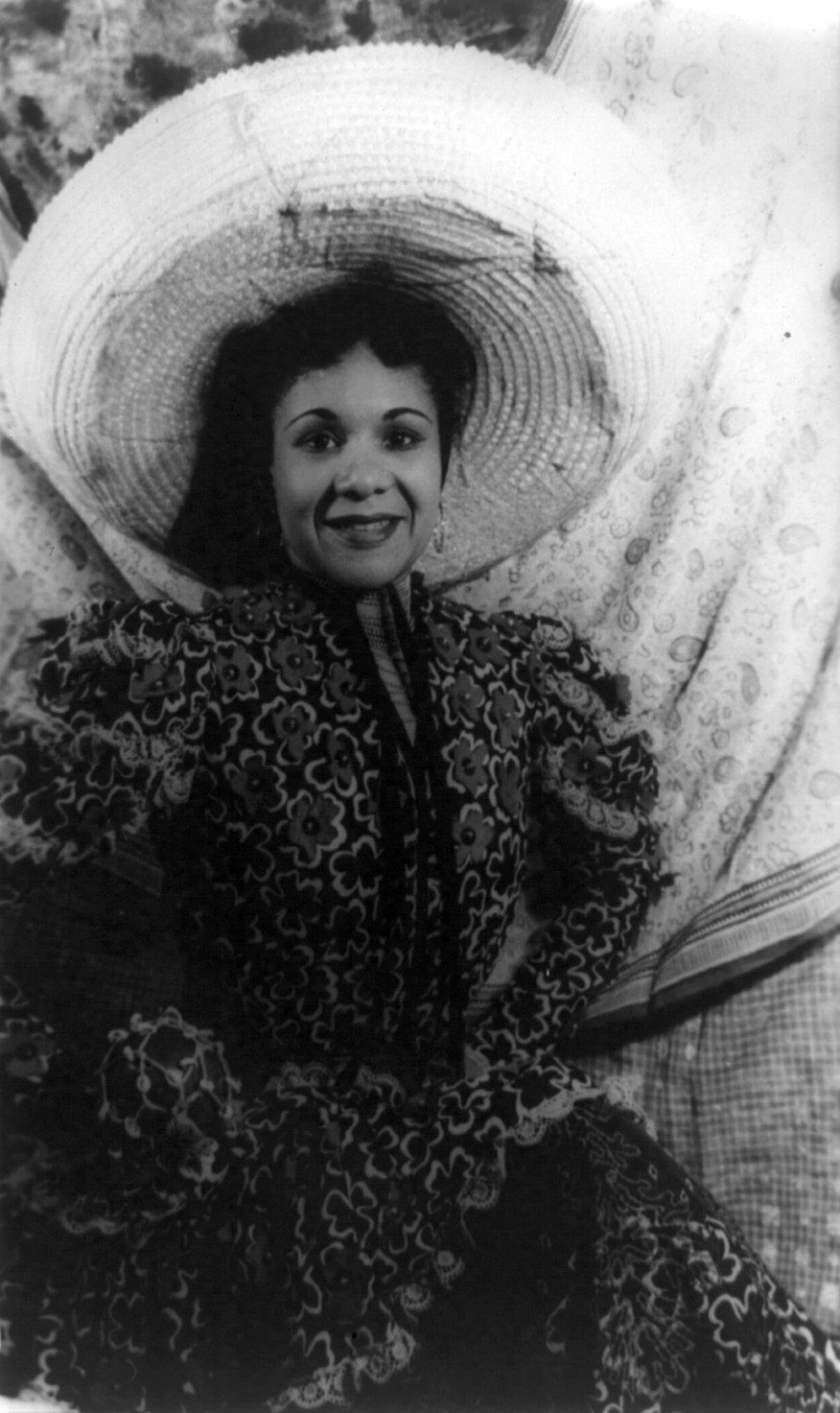
キャサリン・ダナム、1940年、 カール・ヴァン・フェヒテン

1928年、まだ学部生であったダナムは、リュドミラ・スペランツェワというロシア人ダンサーのもとでバレエを学んでいる。スペランツェワは、興行師のニキータ・バリエフが率いるロシア系フランス人のヴォードヴィル劇団「こうもり座（Le Théâtre de la Chauve-Souris）」とともにアメリカにやって来て、シカゴに落ち着いていた。ダナムは他方でマーク・タービフィルと、シカゴ・オペラのプリマ・バレリーナになったルース・ページにもバレエを習っている。バレエ教師たちを通じて、ダナムはスペイン、インド、ジャワ、バリのダンスにも触れた。
1931年、21歳のダナムは、アメリカで最初期の黒人バレエ団の一つであるバレエ・ネーグル（Ballets Nègres）を結成する。しかし1931年にただ一度の舞台で好評を得たのみで解散。スペランツェワに、バレエよりもモダンダンスに集中するよう勧められたダナムは、1933年に最初のダンス学校を開設し、「ニグロ・ダンス・グループ（Negro Dance Group）」と名付けた。ここでダナムは若い黒人ダンサーたちにアフリカからの遺産について教えた。
1934〜36年、ダナムはシカゴ・オペラのバレエ団にゲスト・アーティストとして出演している。 ルース・ペイジが台本と振付を担当した作品 La Guiablesse（悪魔の女）は、ラフカディオ・ハーンの『フランス領西インド諸島での２年間』に収められたマルティニークの民話に基づくものである。1933年にシカゴで初日を迎え、黒人のキャストとともにページが表題の役柄を演じた。翌年には、ダナムを主軸とし、ニグロ・ダンス・グループの生徒たちとともに再演。しかしダンサーとしてのダナムの活動はここで中断され、カリブ海での人類学調査が始まった。
シカゴ大学で学部課程を修了し、学術研究ではなくダンスを追求することに決めたダナムは、舞踊団を復活。1937年に彼らとニューヨークに向かい、エドナ・ガイが92nd Street YMHAで主催した「黒人ダンスの夕べ」に参加する。プログラム前半では西インド諸島のダンスを、後半ではタリー・ビーティーとともに作品『熱帯の死（Tropic Death）』を上演した。シカゴに戻るとグッドマン劇場とエイブラハム・リンカーン・センターにも出演し、この時にダナムが創作した『ララ・トンガ（Rara Tonga）』と『葉巻を吸う女（Woman with a Cigar）』はよく知られるようになった。エキゾチックな官能性を特徴とする振付で、いずれもダナムのレパートリーの代表作となった。 舞踊団が成功を収めると、ダナムは連邦劇場計画のシカゴ黒人劇場部門のダンス監督に選ばれる。ここでは『走れ子供たち（Run Li'l Chil'lun）』のシカゴ制作版で振付を担当し、グッドマン劇場で上演された。他にも『皇帝ジョーンズ』（ユージン・オニールの戯曲への応答）や『バレルハウス（Barrelhouse）』などいくつかの振付作品を手掛けた 。
この時、ダナムはデザイナーのジョン・プラットと初めて知り合った。後に二人は結婚することになる。彼らは、ダナムのダンス作品 L'Ag'Ya の最初の版を制作し、1938年1月27日にシカゴで、連邦劇場計画の一環として初演した。マルティニークでの調査に基づくこの三部構成の作品は、現地にある闘いの踊りの要素をアメリカ的な舞台作品へと取り入れたものである。

### 1939年から1950年代後半まで
1939年、ダナム舞踊団はシカゴとシンシナティでも公演を行い、その後ニューヨークに戻った。 ダナムは、 国際婦人服労働組合がプロデュースした、ロングラン中の人気ミュージカル・レヴュー Pins and Needles 1940 の新しいナンバーの振付を依頼されていた。この舞台がウィンザー劇場で続いている間、ダナムは日曜日にこの劇場で自身の舞踊団の公演を行った。舞台は『熱帯（Tropics）』『ル・ホット・ジャズ（Le Hot Jazz）』と銘打たれ、気の合うパートナーであるアーチー・サヴェージ、タリー・ビーティーの他、ハイチ人のドラマー、パパ・オーガスティンも出演した。当初は1回公演の予定だったが、評判を呼び、さらに10回の公演を打った。
この成功を受けて舞踊団は、ジョージ・バランシン振付、 エセル・ウォーターズ主演のブロードウェイ・ミュージカル『キャビン・イン・ザ・スカイ（Cabin in the Sky）』に出演。ダナムが蠱惑的なジョージア・ブラウンの役を艶めかしく演じ、公演はニューヨークで20週間続いた。続いて西海岸でもこの舞台は評判となり、追加公演が行われた。この舞台はマスメディアでちょっとした論争を引き起こした。
『キャビン・イン・ザ・スカイ』の全国ツアー後、ダナム舞踊団はロサンゼルスに滞在し、 ワーナーブラザーズの短編映画『カーニヴァル・オヴ・リズム（Carnival of Rhythm）』（1941年）に出演。 翌年、アメリカは第二次世界大戦に参戦し、ダナムはパラマウントのミュージカル映画 Star Spangled Rhythm（1942年）のスペシャル・ナンバー Sharp as a Tack に、エディ・”ロチェスター”・アンダーソンとともに出演した。この時期には他にも、アボットとコステロのコメディ映画『凸凹宝島騒動（Pardon My Sarong）』（1942年）、きら星のような俳優、ミュージシャン、ダンサーたちが顔を揃えた黒人ミュージカル映画『ストーミー・ウェザー（Stormy Weather）』（1943年）にダンサーとして出演している。
舞踊団はニューヨークに戻ると、1943年9月、興行師ソル・ヒューロックのマネジメントにより、 マーティン・ベック劇場で『トロピカル・レヴュー（Tropical Review）』を上演する。南米やカリブの活き活きとしたダンス、プランテーション・ダンス（北南米の植民地奴隷による踊り）、アメリカの社交ダンスをたっぷり見せるこの舞台は直ちに評判を呼んだ。当初2週間だった契約は3か月に延長され、さらにアメリカとカナダをまわるツアーも組まれた。当時、保守主義の中枢であったボストンでは、1944年にわずか1度の上演で舞台は差し止められた。観客には好評だったが、現地の検閲官は、露出の多い衣装や扇情的なダンスが公衆道徳を損ないかねないと判断したのである。ツアー後の1945年、ダナム舞踊団はニューヨークのベラスコ劇場で Blue Holiday に、次いでアデルフィ劇場で Carib Song に出演した。短命に終わった前者よりも評判を集めたこの舞台の第1幕フィナーレがヴォドゥンの儀礼を舞台用に仕立てた「シャンゴ」で、これは舞踊団の恒久的なレパートリーの一つとなった。
1946年、ダナムはブロードウェイに戻り、レヴュー Bal Nègre に出演した。この舞台は演劇やダンスの評論家たちから熱い賛辞を受けた。1947年初頭にはミュージカル Windy City の振付を行い、シカゴのグレート・ノーザン劇場で初演された。この年の後半、ダナムはラスベガスでキャバレー・ショーをスタートさせた。これはラスベガスがギャンブルの街であるのみならず、大衆的なエンターテインメントそのものになった年である。またこの年ダナムが舞踊団としてメキシコを訪れると、人気を集め、2か月を超える公演となった。メキシコに続いてはヨーロッパ・ツアーが始まり、ここでもたちまち反響を呼んだ。1948年、まずロンドンのプリンス・オヴ・ウェールズ劇場で『カリビアン・ラプソディ（Caribbean Rhapsody）』を初演、そしてパリのシャンゼリゼ劇場に巡演した。
以後20年以上に渡り、ダナムとその舞踊団はほとんどアメリカ国外で活動した。この間、ダナム舞踊団はヨーロッパ、北アフリカ、南アメリカ、オーストラリア、および東アジアの約33か国を訪れている。ダナムは多数の新作を生み出し続け、舞踊団はどの都市においても観客から熱烈な反応を受けた。こうした成功にもかかわらず、舞踊団はしばしば財政難に陥った。ダナムは30〜40人ものダンサーおよびミュージシャンを抱えていたのである。
ダナムとその舞踊団は、トニー・マーティン 、 イヴォンヌ・デ・カーロ 、 ピーター・ローレと共にハリウッド映画『カスバ（Casbah）』（1948年）に、またディノ・デ・ラウレンティスがプロデュースしたイタリア映画 Botta e Risposta に出演。また同年、NBCが放映したアメリカ初の1時間ものテレビ番組に出演した。これはテレビがアメリカ全土に広まり始めた時期にあたる。続いて、ロンドン、ブエノスアイレス、トロント、シドニー、メキシコシティなどで撮影されたテレビ番組にも出ている。
1950年、ソル・ヒューロックは、キャサリン・ダナムとその舞踊団によるダンス・レヴューをニューヨークのブロードウェイ劇場で上演した。これはダナムの傑作集であったにもかかわらず、わずか38回の上演で打ち切られた。舞踊団はただちに南アメリカ、ヨーロッパ、北アフリカのツアーに出発し、とりわけデンマークとフランスで成功を収めた。1950年代半ば、ダナムとその舞踊団は３本の映画に出演している。イタリア映画『マンボ（Mambo）』（1954年）、ドイツ映画 Die Grosse Starparade （1954年）。メキシコシティで製作されたMúsica en la Noche（1955年）である。

### 晩年
ダナム舞踊団の世界ツアーは1960年にヴィーンで打ち止めとなった。興行師のマネジメントが芳しくなく、一文無しで立ち往生したのである。ダナムは、ドイツの特別テレビ番組「カリブのリズム（Karibische Rhythmen）」への舞踊団の出演契約とギャラの前払いを取り付けて、アメリカに帰国。ブロードウェイでのダナムの最後の出演は1962年の Bamboche! で、元ダナム舞踊団メンバーが数名と、モロッコの王立舞踊団の踊り手とドラマーの一団が出演した。成功とはいえず、わずか8公演で打ち切られている。
ダナム晩年の活動のハイライトは、ニューヨークのメトロポリタン・オペラが委嘱した、ソプラノ歌手レオンティン・プライスが主演する『アイーダ』新制作（1963年）でのダンスの振付であった。アフリカ系アメリカ人がＭＥＴで振付を行ったのは、1933年に『皇帝ジョーンズ』のダンスを担当したヘムズリー・ウィンフィールド以来となる。評論家筋は、古代エジプトの舞踊に関する歴史考証は評価しつつも、この舞台のために作られたダナムの振付には冷淡だった。
その後もダナムはアメリカとヨーロッパのいくつかの劇場から様々な振付の委嘱を受けている。1967年、ニューヨークのハーレムにある名高いアポロ・シアターで最後の公演を行った後、ダナムは正式に引退した。しかし引退後も振付の仕事は続け、中でも主要なものの１つとしては、 ロバート・ショー指揮、アトランタ交響楽団と、アトランタのモアハウス大学合唱団による、スコット・ジョプリンのオペラ Treemonisha 全幕初演の演出がある。1911年に書かれたこの作品はジョプリン生前には上演されていないが、1970年代以降、数多くの劇場で成功を収めている。
1978年、ダナムは Dance in America シリーズの一環として、 ジェームズ・アール・ジョーンズがナレーションを担当するPBS特別番組『大いなるドラムの響き　キャサリン・ダナムと彼女を取り巻く人々（Divine Drumbeats：Katherine Dunham and Her People）』で特集された。また1987～88年、アルヴィン・エイリーは自身のアメリカン・ダンス・シアターを率いて、ダナムに捧げるプログラム「キャサリン・ダナムの魔術」をカーネギー・ホールで上演している。

## 教育者・作家として

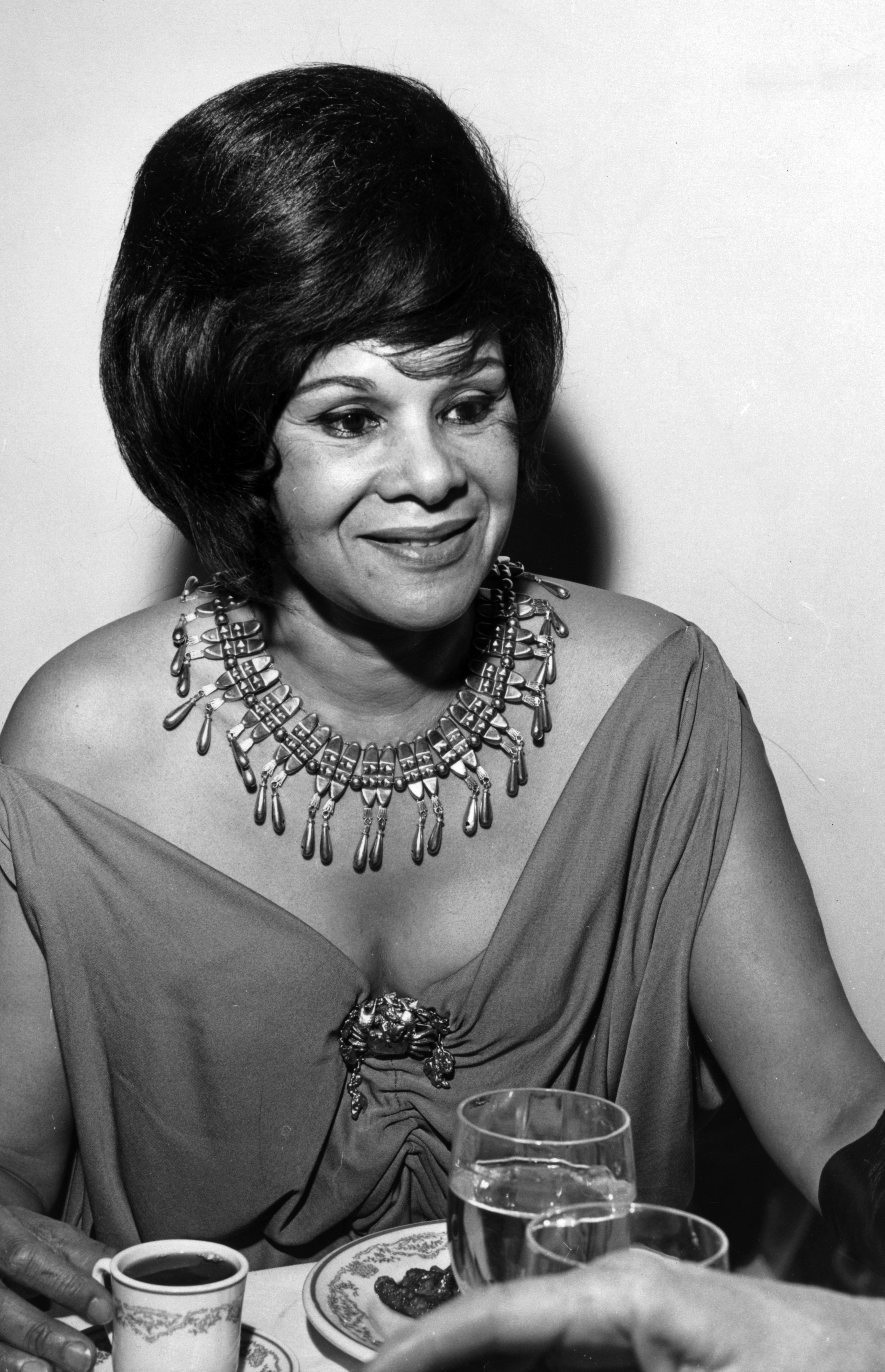
キャサリン・ダナム、1963年

1945年、ダナムはニューヨークのタイムズ・スクエア近くにキャサリン・ダナム・スクール・オヴ・ダンス・アンド・シアターを設立し、指導にあたった。ダナムの舞踊団は、熱烈な支持者かつ後援者のリー・シュバートによって3年間、スタジオが無償貸与された。開校時の生徒数は350人であった。
カリキュラムには、舞踊、演劇、上演芸術、応用技術、人文科学、文化研究、カリブ研究の各コースが組まれていた。1947年に拡張され、キャサリン・ダナム・スクール・オヴ・カルチュラル・アーツとして認可された。ダナムの留守中はダンサーの一人であるシヴィラ・フォートが運営し、約10年間、首尾よく運んだ。当時この種のものとしては最良の学校の一つと見なされ、やがてこれに触発された学校が、ダナムの訓練を受けたダンサーたちによりストックホルム、パリ、ローマで設立された。
卒業生には、 アーサ・キットなど、後の有名人が多く含まれていた。 10代の頃、キットはダナム・スクールへの奨学金を得て、やがて舞踊団のダンサーを務めた後、歌手として成功を収めた。ダナムとキットは1970年代に、アイルランドの戯曲 Peg O' My Heart に基づく俳優協会制作ミュージカル Peg で再び協働した。他方。ダナム舞踊団のメンバーであるダナ・マクブルーム＝マンノは、ミュージック・フェア・サーキットでのショーで特集アーティストに選ばれた。
他にダナムの学校に通った人物には、ジェームズ・ディーン、グレゴリー・ペック、ホセ・フェラー、ジェニファー・ジョーンズ、シェリー・ウィンタース、シドニー・ポワチエ、シャーリー・マクレーン、ウォーレン・ビーティーがいる。マーロン・ブランドはしばしば学校に立ち寄ってボンゴを叩き、ジャズ・ミュージシャンのチャールズ・ミンガスは定期的にドラマーとジャム・セッションをしていた。様々な革新で知られるダナムだが、とりわけ彼女が編み出した舞踊教授法は後にダナム・テクニックと名付けられた。これはアフリカの伝統舞踊に基づく動きと体操の形式であり、ダナムの振付の土台をなした。これは国際的な評価を獲得し、現在では多くのダンススクールでモダンダンスの様式として教えられている。
1957年に至るとダナムは深刻なストレスを抱えており、健康に影響が表れていた。日本の京都で1年間静養し、そこで青年時代の回想録を執筆した。最初の著作『小さな純真――幼年期の思い出（A Touch of Innocence: Memoirs of Childhood）』は1959年に出版された。これに続き、ハイチでの経験に基づく『神懸かりの島（Island Possessed）』は1969年に、アフリカでの経験に基づく創作『Kasamance：A Fantasy』は1974年に出版されている。ダナムはそのキャリア全体を通じて、しばしば人類学的研究に関する記事を発表し（時にはケイ・ダンの仮名で）、大学や学会で人類学的なテーマについて講演することもあった。
1963年、ダナムはニューヨークのメトロポリタン・オペラにおける『アイーダ』への振付を委嘱された。主演はレオンティン・プライスである。ニューヨークでのダナムの最後の舞踊団メンバーは、メット・バレエ団のオーディションを受け、その内、マーシャ・マクブルーム（Marcia McBroom）、ダナ・マクブルーム（Dana McBroom）、ジーン・ケリー（Jean Kelly）、ジェシー・オリヴァー（Jesse Oliver）が選ばれた。メット・バレエ団のダンサーは、『アイーダ』のシーズン開幕までの夏、42番街のダナムのダンス・スタジオでダナム・テクニックを学んだ。初日の客席にはリンドン・B・ジョンソンもいた。人類学者としてのダナムの素養が、オペラのダンスに新しい真正性をもたらすことになった。エジプトやエチオピアの衣装についても相談に応じていたのである。ダナ・マクブルーム＝マンノは、ダナム・テクニックのマスターとして、現在もニューヨークで教えている。
1964年、ダナムはイースト・セントルイスに居を構え、ほど近いエドワーズヴィルにある南イリノイ大学のアーティスト・イン・レジデンスとなった。そこでは人類学者、社会学者、教育専門家、科学者、作家、ミュージシャン、演劇人を集めて、さらなる大学での活動の基礎となるリベラルアーツのカリキュラムを作成することができた。同僚の教授の一人として建築家のバックミンスター・フラーがおり、ダナムとも協働した。
翌1965年、 リンドン・B・ジョンソン大統領は、西アフリカのセネガル政府の技術文化顧問、一種の文化大使にダナムを指名した。その使命は、セネガル国立バレエ団のトレーニングを支援し、ダカールでの第1回全アフリカ黒人世界芸術祭（1965～66年）を準備するレオポルド・サンゴール大統領に力を貸すことであった。後にセネガルに二軒目の家を設けたダナムは、時折そこに滞在して、才能あるアフリカ人ミュージシャンやダンサーをスカウトした。
1967年、ダナムは芸術の力で貧困や都市問題に対処するべく、イースト・セントルイスに上演芸術トレーニングセンター（PATC）を開設した。重工業の再編が多くの労働者階級の職を奪い、市内の失業率は高かった。マーティン・ルーサー・キング暗殺に続く1968年の暴動の後、ダナムは、ゲットーのギャングたちにセンターへ来てドラムやダンスで欲求不満を解消するよう勧めた。PATCのスタッフはダナム舞踊団の元メンバーおよび地元住民である。地域の若者を支援しようとしている最中、ダナムは逮捕された。この事件は国際的に報じられ、あわてた地元警察はすぐに釈放した。ダナムは自身のテクニックの改良と指導を続け、後の世代に知識を伝えようと尽力した。毎夏、セントルイスで開催されるマスターズ・セミナーでの講演は亡くなるまで続き、世界中からやって来る生徒たちを魅了した。イースト・セントルイスにキャサリン・ダナム芸術人文センターを設立し、個人コレクションからハイチとアフリカの楽器や器物を保存した。
1976年、ダナムはカリフォルニア大学バークレー校にアフリカ系アメリカ人研究のゲスト・アーティスト・イン・レジデンスおよび講師として招かれた。彼女の功績を称える写真展「Kaiso! キャサリン・ダナム」がキャンパス内の女性センターで開催された。1978年にはダナムによる著述およびダナムに関する著述を集めた同タイトルのアンソロジーが、社会変革研究所から130部限定（ナンバリング付き）で出版された。

## 社会活動
キャサリン・ダナム舞踊団は1940年代半ばに北米全土をツアーし、 人種が分離された南部でも公演した。ある市では黒人住民が公演のチケットを購入することを許されていなかったことが判明し、ダナムは劇場での上演を拒否した。1944年10月には、ケンタッキー州ルイビルで、高揚したスタンディング・オベーションを受けた後、白人しかいない客席に向かってダナムは、舞踊団は二度とここへは出演しない、なぜなら「ここの責任者はあなた方のような人間が私たちのような人間の隣に座ることを許さない」から、と発言した。そして時間の経過と、「寛容と民主主義のための戦争」（第二次世界大戦中のことだった）が変化をもたらすとの希望を表明した。ある歴史家は、「ツアーの過程でダナムとその舞踊団は人種差別にたびたび悩まされ、これが後のダナムの活動を特徴付ける戦闘的な姿勢へと彼女を導いた」と指摘している。
ハリウッドでは、特に肌の黒いメンバーたちを外すようプロデューサーに言われ、ダナムは経済的に有利なスタジオ契約への署名を拒んだ。ダナム舞踊団は、ツアー中、しばしば十分な宿を見つけるのに苦労した。アメリカの多くの地域で、黒人がホテルに滞在することを許可していなかったためである。
海外ツアーにおいてダナムはアメリカの文化的生活の「非公式」の代表と見なされる一方、アメリカ国務省からの支援はほとんど得ていない。人種差別の強いアメリカ南部での黒人男性へのリンチを主題にした作品『南部（Southland）』を上演した際には、国務省の役人たちを苛立たせた。1950年12月9日、チリのサンティアゴの市立劇場で行われた初演 は、1951年のはじめには大きな議論を引き起こした。国務省は、この作品が外国の観客に対してアメリカ社会を否定的に描いてみせたことに当惑し、その結果、ダナムは後のツアーで外交に関わる「困難」を経験することになった。国務省は他のより知名度の低い団体を定期的に助成する一方、ダナム舞踊団への支援を一貫して拒否しつつ（アメリカ陸軍への慰問においても同様であった）、同時に彼らを「芸術・文化の非公式代表」として活用した。

### ブラジルのアフォンソ・アリノス法
1950年、 ブラジルを訪れたダナムとその舞踊団は、 サンパウロで、たくさんのアメリカ人ビジネスマンが利用している一流ホテル「エスプラナーダ」で滞在拒否を受けた。人種差別としてダナムが事件を公にすると、ブラジルのマスコミで大きく取り上げられ、政治的な問題となった。これに応じる形で、ブラジルでは公共の場での人種差別を重罪とするアフォンソ・アリノス法が1951年に可決された。

### ハンガー・ストライキ
1992年、83歳のダナムがハイチからのボート・ピープルに対するアメリカの差別的な政策に抗議するために行ったハンガーストライキは広く注目を集めた。タイム誌は「アメリカによるハイチ難民の強制送還に抗議するため、47日間のハンガーストライキを実行した」と報じている。ダナムは「ずっと役に立つものを生み出すこと、それが私の仕事だ」と語った。彼女の抗議が続く間、 ディック・グレゴリーがダナムの家で不眠の監視を主導すると、デビー・アレン 、 ジョナサン・デミ 、そしてネーション・オブ・イスラムの指導者ルイス・ファラカンなど、大勢の多様な人々が集まり、敬意を表した。
この活動によって、ハイチのボート・ピープルの苦境と彼らへのアメリカの差別的対応は国際的な反響を呼んだ。ダナムが絶食を中止したのは、亡命中であったハイチのジャン=ベルトラン・アリスティド大統領がジェシー・ジャクソンとともに訪れ、この大義のために自分の命を危険にさらすのをやめるよう求めた時のことである。後にアリスティド大統領は、ダナムの行動を讃えてハイチの最高栄誉のメダルを贈った。

## 私生活
ダナムは1931年に黒人の郵便局員ジョルディス・マッコーと結婚したものの、互いの関心が食い違い、徐々に疎遠となって1938年に離婚した。その頃ダナムは、アメリカで最も有名な衣装・舞台装置デザイナーの一人となっていたカナダ出身のジョン・トーマス・プラットと出会い、仕事を始めた。白人だったプラットは、アフリカ系カリブ文化に対するダナムの関心に共鳴し、自分の才能を使って積極的に協力した。両者は芸術上の協力関係を築き、やがて恋愛関係も育んでいった。1941年夏、『キャビン・イン・ザ・スカイ』の全国ツアーを終えた二人は、アメリカほど異人種間の結婚がうるさく言われないメキシコに向かい、7月20日に誓約式（commitment ceremony）を挙げた。以後、この日が二人の結婚式の日とされた。実際には、この式はアメリカでは合法的な結婚とは認められておらず、これが数年後に彼らを悩ませることになった。キャサリン・ダナムとジョン・プラットは、1949年に正式に結婚し、フランスの生後14カ月のマリー・クリスティーヌを養子にした。1938年頃に始まる二人の関係以来、プラットはダナムは舞台装置と、彼女が着る全ての衣装をデザインし、1986年に亡くなるまで芸術上の協力者として活動した。
ダナムの舞台の仕事が休みの時、二人はしばしばハイチで過ごした。 1940年代後半には、ポルトープランスのカルフール郊外にある、アビタシオン・ルクレールと呼ばれる７ヘクタールの大きな地所を購入。ダナムは長い間、アビタシオン・ルクレールを個人的な隠れ家として、しばしば舞踊団のメンバーを招き、ツアーの疲れを労ったり、新作の準備のために使った。やがて1960年代初頭にヴォドゥンの踊りを娯楽として見せる観光客向けのスポットとして運営した後、1970年代初頭にフランスの起業家に転売している。
1949年、ダナムは舞踊団の海外ツアーから一時帰国し、そこで兄アルバートの早すぎる死に直面して神経衰弱を患った。アルバートはハワード大学で将来を約束された哲学の教授で、アルフレッド・ノース・ホワイトヘッドの薫陶を受けていた。この間、ダナムはヨーロッパで知己を得た心理学者で哲学者のエーリッヒ・フロムと親交を深めていた。フロムは、数多くいるダナムの国際的に著名な友人の一人に過ぎない。1951年12月、パリでダナムのために催された私的なパーティーでイスラム教イスマーイール派の指導者アリ・カーン王子と踊っている写真が大衆誌に掲載され、二人の関係が噂されたが、 両者ともに否定した。王子はその後、女優のリタ・ヘイワースと結婚し、ダナムはジョン・プラットと正式に結婚した。この年にはラスベガスで静かな挙式が行われていたのである。ダナムとプラットは、フランスのフレンヌにあるローマ・カトリック修道院の保育園で出会って養育していた14ヶ月の女の子を正式に養子とした。マリー・クリスティーヌ・ダナム・プラットと名付けられ、二人の間の唯一の子となった。
ダナムの最も近しい友人、同僚の中には、かつてキャサリン・ダナム舞踊団のメンバーだったジュリー・ロビンソンと、その夫で歌手、また後に政治活動家にもなったハリー・ベラフォンテがいた。いずれも長年の親友であった。グローリー・ヴァン・スコットとジャン・レオン・デスティネも、元ダナム舞踊団メンバーにして生涯の友人であった。

## 死去
2006年5月21日、ダナムは老衰によりニューヨークで亡くなった。97歳の誕生日の1か月前であった。ダナムは家族の幸福を願っていた。

## 遺産
ニューヨーク・タイムズの舞踊批評家であるアンナ・キッセルゴフは、ダナムを「時代に先駆けた、黒人による舞台舞踊の重要な開拓者」と呼んでいる。「本物のアフリカの舞踊語彙を自身の舞踊団と観客に紹介することで、ダナムは、おそらく同時代のどんな振付家よりも、モダンダンスの表現の可能性を大きく開いた」。
ダナムの伝記を書いた一人であるジョイス・アシェンブレナーは、「今日、完全に古典的ジャンルの中に留まっているのでもない限り、アメリカの黒人ダンサーでダナム・テクニックの影響を受けていない者はないと言って差し支えない」と書いている。事実ダナム・テクニックは、モダンダンスを学ぶあらゆる人に今も教えられている。
『ダンス・マガジン』誌は、2000年8月に『女性一人での革命」と題してダナムの巻頭特集を掲載した。ウェンディ・ペロンはこのように書いている。「ジャズダンス、”フュージョン”、そして私たちの文化的アイデンティティの探求、これらはどれも、ダンサー、振付家、人類学者としてのダナムの仕事に前例を見ることができる。彼女は先住民族の表現形式を舞台に乗せた最初のアメリカ人舞踊家であり、黒人舞踊団を率いた最初の人物だった。（中略）ダナムは舞台、クラブ、ハリウッド映画のそれぞれで創作し、出演した。今も発展し続けている学校とテクニックを創始した。人種的正義のためにたゆまず戦った」。
芸術の研究者であるハロルド・クルーズは1964年に次のように書いている。「あらゆる人々、なかんずく黒人にとっての意味や芸術的価値をめぐって、彼女は生涯に渡り先駆的な追求を行ったが、これが幾世代もの若い黒人アーティストたちに活気を与え、機会をもたらし、活動を促した。（中略）アフリカ系アメリカ人のダンスは、普通はモダンダンスの前衛の一部であった。（中略）ダナムの活動の全体を見渡すと、真摯なアートとしてのアフリカ系アメリカ人のダンスが世に現われてくる時期をまさに覆っている」。
黒人作家のアーサー・トッドは、ダナムを「われわれの国宝の一つ」と表現した。彼女がもたらした影響と効果について、彼は次のように書いている。「1940年にシカゴからやって来たキャサリン・ダナムとその舞踊団がニューヨークのウィンザー劇場に飛び込み、ダンス界に消えない足跡を刻んだ時、アメリカの黒人ダンスの台頭が始まった。（中略）ダナムは、このダンスの急激な発展への扉を、今日の世代のために開けたのだ」。「ダナムがモダンダンスにもたらしたのは、アフリカおよびカリブの動きの様式の、よく整えられた辞書である。柔軟なトルソーと背骨、よく動く骨盤と四肢のアイソレーション、動きのポリリズム的な処理――これらをバレエやモダンダンスのテクニックと統合した」。「ダナムの身体運動の熟達ぶりは『驚異的』といわれた。滑らかで澱みない振付を称賛され、『美に、多様さとニュアンスに富んだ女性性を加える、力強い放射力』と評されるもので舞台を支配した」。
バレエ史家で批評家のリチャード・バックルは著書『キャサリン・ダナム――そのダンサー・歌手・ミュージシャンたち（Katherine Dunham, Her Dancers, Singers, Musicians）』（1949年）で次のように書いている。「素晴らしいダンサーとミュージシャンたちを擁するダナム舞踊団は、今日彼らが得ている成功をとうに得ているべきであったし（？）、探究者・思想家・発明家・オーガナイザー・ダンサーとしての彼女自身、その世界的なレベルで一定の評価を得ているべきであったのだが、ともあれ人々のために100万冊のパンフレットができる以上のことを果たしたのである」。
「ヨーロッパでのダナムの成功は、ヨーロッパのレビュー界でかなりの模倣者を生み出す結果になった。（略）ヨーロッパにおいて、舞台芸術としてのダンスに対する見方は、ダナムたちの上演から深甚な影響を受けたと言って差し支えない」
またヨーロッパにおいてダナムは、帽子のスタイルや春物ファッションのコレクションにも影響を与え、ダナム・ラインやカリビアン・ラプソディなどが喧伝された。キロテック・フランセーズは偉人博物館のためにダナムの足のブロンズ像を製作している。
キャサリン・ダナム舞踊団は、数多くの有名なパフォーマーを輩出している。アーチー・サヴェージ、 タリー・ビーティー 、ジャネット・コリンズ、レンウッド・モリス、ヴァノエ・エイケンズ、ルシール・エリス、パール・レイノルズ、カミーユ・ヤーブロー、ラビニア・ウィリアムズ、トミー・ゴメスなどである。
アルヴィン・エイリーは、ロサンゼルスで14歳の時にキャサリン・ダナム舞踊団の公演を見て、初めてプロのダンサーとして活動していくことに興味を持ったと言い、ダナム・テクニックを「これまでのところ、一つにまとまったアフリカ系アメリカ人のダンスに最も近いもの」と呼んだ。
数年の間、ダナム個人の助手かつ広報担当を務めたのがマヤ・デレンで、彼女もまた後にヴォドゥンに興味を持つようになり、著書The Divine Horseman: The Voodoo Gods of Haiti（1953年）を著した。デレンは今日、アメリカの独立系映画製作の先駆者と見なされる存在である。ダナム自身は、カリブおよびアメリカの、とりわけルクミ（サンテリア）の伝統を保ったヴードゥーとオリシャのコミュニティと穏やかに関係を持ち続けた。
ダナムは黒人のダンスの文化的価値に光を当てただけでなく、黒人女性である自分が、知的な研究者、美しいダンサー、熟練した振付家になれるという事実を社会に示すことで、アメリカ黒人に対する認識の変化に明らかな貢献を果たした。ジュリア・フォークスが指摘したように、「ダナムの成功への道は、アフリカとカリブを源泉としたハイ・アートをアメリカで作り、アフリカ系ディアスポラの内にあるダンスの遺産を活用し、アフリカ系アメリカ人の能力に対する認識を高めたことにある。」

## 受賞、栄誉
長年にわたり、キャサリン・ダナムは数々の特別賞を贈られており、アメリカの各大学からの名誉博士号は十を超える。
- 1971年、彼女は全米ダンス協会からHeritage Awardを授与。
- 1979年、カーネギーホールで、「音楽と人類に捧げられた一生の仕事に対して」アルバート・シュヴァイツァー音楽賞を受賞。
- 1983年、アメリカで最高の芸術賞の１つであるケネディ・センター名誉賞を受賞。
- 1986年、アメリカ人類学会によりDistinguished Service Awardを授与。
- 1987年、サミュエル・H・スクリップス・アメリカン・ダンス・フェスティヴァル賞を受賞、ニューヨーク州サラトガ・スプリングズにある国立ダンスミュージアムのコーネリアス・ヴァンダービルト・ホイットニー夫妻記念殿堂に登録、全国黒人女性100人連合からキャンディス賞を授与[32]。
- 1989年、国立芸術勲章を授与される。シカゴ大学同窓生の受賞者は他にソール・ベローとフィリップ・ロスのみである。
- セントルイス・ウォーク・オヴ・フェイムにはダナムの星が設けられている[33]。
- 2000年、舞踊遺産連合（Dance Heritage Coalition）によって、最初の「アメリカのかけがえのないダンスの宝」100人に選出。
- 2002年、モレフィ・ケテ・アサンテはその著書『偉大なアフリカ系アメリカ人100人（100 Greatest African Americans）』でダナムを取り上げている[34]。
- 2004年、Dance Teacher誌から生涯功労賞（Lifetime Achievement Award）を授与[35]。
- 2005年、舞踊研究会議により「舞踊研究における卓越したリーダーシップ」賞を授与。

## 参照資料
1. ↑  “Katherine Dunham | African American dancer, choreographer, and anthropologist”. Encyclopædia Britannica. 2016年4月25日閲覧。
2. ↑  Joyce Aschenbenner, Katherine Dunham: Dancing a Life (Urbana: University of Illinois Press, 2002).
3. ↑  VèVè A. Clark and Sara E. Johnson, editors, Kaiso!: Writings by and about Katherine Dunham (Madison: University of Wisconsin Press, 2005). This anthology of writings contains an abbreviated chronology of Dunham's life and career as well as a selected bibliography, a filmography of her commercial works, and a glossary.
4. 1 2  “Katherine Dunham - Katherine Dunham Biography”. kdcah.org. 2016年4月25日閲覧。
5. 1 2 3  “Timeline: The Katherine Dunham Collection at the Library of Congress (Performing Arts Encyclopedia, The Library of Congress)”. memory.loc.gov. 2016年4月25日閲覧。
6. 1 2  “Special Presentation: Katherine Dunham Timeline”.   Library of Congress. 2020年3月11日閲覧。
7. ↑  Joliet Central High School Yearbook, 1928
8. ↑  “Learn About Dancer Katherine Dunham”. About.com Home. 2016年4月25日閲覧。
9. ↑  Ira E. Harrison and Faye V. Harrison, African-American Pioneers in Anthropology (Urbana: University of Illinois Press, 1999), p. 139.
10. ↑  Aschenbenner, Katherine Dunham: Dancing a Life, p. 26
11. ↑  Claude Conyers, "Film Choreography by Katherine Dunham, 1939–1964," in Clark and Johnson, Kaiso! (2005), pp. 639–42.
12. ↑  Hughes, Allen (1963年10月20日). “Dunham's Dances and Verdi's 'Aida'”. The New York Times (New York City, NY) 2015年3月7日閲覧。
13. ↑  Southern, Eileen (1997). The Music of Black Americans. W. W. Norton & Company, Inc.. p. 237. ISBN 0-393-03843-2
14. ↑  See "Selected Bibliography of Writings by Katherine Dunham" in Clark and Johnson, Kaiso! (2005), pp. 643–46.
15. ↑  Clark and Johnson, Kaiso! (2005), p. 252.
16. ↑  "Hoy programa extraordinario y el sábado dos estamos nos ofrece Katherine Dunham," El Mercurio (Santiago, Chile), Thursday, December 7, 1950.
17. ↑  Joanna Dee Das, "Katherine Dunham (1909-2006)", Dance Heritage Coalition.
18. ↑  Constance Valis Hill, "Katherine Dunham's Southland: Protest in the Face of Repression," reprinted in Clark and Johnson, Kaiso! (2005), pp. 345–63.
19. ↑  Edward E. Telles, Race in Another America: The Significance of Skin Color in Brazil (Princeton, N.J.: Princeton University Press, 2004), p. 37.
20. ↑  Paulina L. Alberto, Terms of Inclusion: Black Intellectuals in Twentieth-Century Brazil'' (Chapel Hill: University of North Carolina Press, 2011), pp. 176-78.
21. ↑  George Reid Andrews, Blacks and Whites in São Paulo: 1888-1988 (Madison: University of Wisconsin Press, 1991), pp. 184-86.
22. ↑  Ronald W. Walters, Pan Africanism in the African Diaspora: An Analysis of Modern Afrocentric (Detroit: Wayne State University Press, 1993), p. 287.
23. ↑  Carl N. Degler, Neither Black not White: Slavery and Racial Relations in Brazil and United States (New York: Macmillan, 1971), p. 278.
24. ↑  Florestan Fernandes, "The Negro Problem in a Class Society: 1951-1960 Brazil", in Arlene Torres and Norman E. Whitten Jr. (eds), Blackness in Latin American and Caribbean (Bloomington: Indiana University Press, 1988), p. 117.
25. ↑  Time magazine article
26. ↑  Katherine Dunham, The Minefield (manuscript, c. 1980–85), book II, 122–123, Box 20, Katherine Dunham Papers, Missouri History Museum Library and Research Center, St. Louis.
27. ↑  Jet: The Weekly Negro News Magazine, vol. 1, no. 9 (December 27, 1951).
28. ↑  Katherine Dunham, The Minefield (manuscript, c. 1980-85).
29. ↑  Anna Kisselgoff, "Katherine Dunham's Legacy, Visible in Youth and Age," New York Times (March 3, 2003).
30. ↑  Anderson, Jack (2006年5月23日). “Katherine Dunham, Dance Icon, Dies at 96”. The New York Times 2012年9月9日閲覧。
31. ↑  Julia L. Foulkes, Modern Bodies: Dance and American Modernism from Martha Graham to Alvin Ailey (Chapel Hill: University of North Carolina Press, 2002), p. 72.
32. ↑  “CANDACE AWARD RECIPIENTS 1982-1990, Page 1”. National Coalition of 100 Black Women. 2003年3月14日時点のオリジナルよりアーカイブ。2020年3月11日閲覧。
33. ↑  St. Louis Walk of Fame. “St. Louis Walk of Fame Inductees”.   stlouiswalkoffame.org. 2013年2月2日時点のオリジナルよりアーカイブ。2013年4月25日閲覧。
34. ↑  Asante, Molefi Kete, 100 Greatest African Americans: A Biographical Encyclopedia (Amherst, NY: Prometheus Books, 2002).
35. ↑  Kate Mattingly, "Katherine the Great: 2004 Lifetime Achievement Awardee Katherine Dunham", Dance Teacher, September 1, 2004.

## ソース
- Haskins, James, Katherine Dunham. New York: Coward, McCann, & Geoghegan, 1982.
- Kraut, Anthea, "Between Primitivism and Diaspora: The Dance Performances of Josephine Baker, Zora Neale Hurston, and Katherine Dunham," Theatre Journal 55 (2003): 433–50.
- Long, Richard A., The Black Tradition in American Dance. New York: Smithmark Publications, 1995.